# Формула согласия

Авторы «Формулы согласия»

Фо́рмула согла́сия (лат. Formula Concordiae) — одна из символических книг в лютеранстве, подписанная шестью лютеранскими теологами 29 мая 1577 года в монастыре Бергер близ Магдебурга (отсюда первоначальное название «Бергская книга») и переведённая на латынь в 1584 году. Этими теологами были: Якоб Андреэ (автор краткой версии), Николаус Зельнеккер, Кристоф Кёрнер, Давид Хитреус, Андреас Мускулус, Мартин Хемниц. По догматической значимости равна «Аугсбургскому исповеданию».
Она должна была послужить прекращению распри между ортодоксальными гнесиолютеранами и прокальвинистскими меланхтонистами, возникшей после смерти Лютера.

## История создания
После смерти Лютера главой лютеран стал его друг и сподвижник Меланхтон, однако его уступчивость спровоцировала реакцию гнесиолютеран во главе с Флациусом. Двое теологов — Якоб Андреэ и Мартин Хемниц решили с одной стороны положить конец этим спорам, а с другой — не допустить унии с кальвинистами. Начало работе было положено в 1569 году курфюрстом Августом, который пригласил Андреэ в Виттенберг — колыбель Реформации. К работе присоединился Хемниц, который взял на себя редакцию артикула «О свободе воли», и Китреус, занявшийся вопросами Причастия. Первый вариант Формулы согласия был готов летом 1576 году в Торгау. После получения отзывов и внесения незначительных правок документ был торжественно подписан в Берге в 1577 году.
Однако намерение соединить все лютеранские общины под знаменем нового символа не имело успеха. Формула согласия получила признание в курфюршествах Саксонии и Бранденбурге, в 20 герцогствах, 24 графствах, 35 имперских городах; отвергли её в Гессене, Цвайбрюккене, Ангальте, Померании, Дании, Швеции, Нюрнберге, Страсбурге и т. д. Формула согласия первоначально была написана на немецком языке в 12 статьях и лишь позже Лукасом Озиандером переведена на латынь.

## Содержание
- Библия — единственный критерий правильности веры, прочие книги могут носить лишь вспомогательный характер (Sola Scriptura).
- Исповедание трёх Символов веры.
- Катехизисы Лютера, вошедшие в Книгу Согласия, названы «Библией для мирян».
- Первый артикул. Убеждение в абсолютной испорченности человеческой природы.

«Первородный грех является отнюдь не слабым и незначительным, но столь глубоким извращением человеческой природы, что ничего здорового или неразвращённого не осталось в человеческом теле и человеческой душе».

- Второй  артикул. «Воля человека при его обращении совершенно пассивна» (монергизм).
- Третий артикул. «Вера оправдывает без добрых дел».
- Четвёртый артикул. «Добрые дела, конечно и несомненно, следуют за истинной верой».
- Пятый артикул (De Lege et Evangelio — разделение Закона и Евангелия). «Если понимается всё учение Христа… то Евангелие — это проповедь покаяния и прощения грехов. …Когда, однако, закон и Евангелие противопоставляются друг другу… то Евангелие являет собой проповедь утешения и радостное послание не осуждающее».
- Шестой артикул. Три применения закона: закон нужен верующим как указатель на их грехи, хотя они и под благодатью.
- Седьмой артикул (De Cœna Domini). Критика цвинглианства (сакраментариев) и папизма в вопросе о Причастии: Тело Христово присутствует (consubstantiatio) в хлебе, но не символизируется и не пресуществляется (transsubstantiatio) (см. 10 артикул Аугсбургское исповедание). Критика утончённого сакраментализма: тело Христово присутствует не духовно, но подлинно поедается зубами, но не по-капернаумски.
- Восьмой артикул. «Божеское и человеческое естества ипостасно объединены в Христе тем образом, что есть не два Христа, но Один-Единственный Сын Божий и Сын человеческий». Утверждение Марии как Богородицы (Mater Dei).
- Девятый артикул (De Descensu Christi ad Inferos). «Христос сошёл в ад и уничтожил ад для всех верующих».
- Десятый артикул (О церковных обрядах). Об адиафоре: «Община Божья в любом месте и в любое время имеет власть, согласуясь с собственными обстоятельствами, изменять подобные церемонии».
- Одиннадцатый артикул. Бог предопределил избранных к спасению, но никого не предопределил к погибели[1] (Prædestinatio).
- Двенадцатый артикул. О ересях (De Aliis Hæresibus et Sectis).
  - Анабаптисты (Errores Anabaptistarum), утверждающие праведность младенцев и отрицающие первородный грех.
  - Повседневных: будто нельзя обладать собственностью; быть трактирщиком, купцом, оружейником; будто есть право выйти из брака с неверным супругом(-ою) ради брака с верующим(-ей).
  - Швенкфельдеры (Errores Schwencofeldianorum), утверждающие совершенство обращённых.
  - Новоариане (Error Novorum Arianorum), отрицающие божественность Иисуса Христа.
  - Новые Ариане: будто Христос — не истинный Бог, но Бог по должности.
  - Антитринитарии (Error Antitrinitariorum), дополняющие триипостасность троесущием.